# Mykola Lysenko
Mykola Vitalijovytsj Lysenko (Oekraïens: Мико́ла Віта́лійович Ли́сенко) (Hrynky bij Krementsjoek, 22 maart 1842 – Kiev, 6 november 1912) was een Oekraïens componist, muziekpedagoog, dirigent, pianist, organist, violist en etnomusicoloog.

## Levensloop

### Jeugd en opleiding
Hij was een zoon van het adellijke echtpaar Vitalij Romanovytsj Lysenko en Olga Jeremijivna Loetsenko. Zijn moeder gebruikte als taal meestal niet Oekraïens, maar bijna uitsluitend Frans. Van zijn moeder kreeg hij ook zijn eerste pianolessen. Zijn bekwaamheid in het pianospel werd bevorderd door zijn leraren M. Dmitrijev en Wilczek, een Tsjechische musicus. Als getalenteerd jeugdig musicus werd hij uitgenodigd om tijdens feestelijkheden als pianist werken uit te voeren van Wolfgang Amadeus Mozart, Ludwig van Beethoven en Frédéric Chopin. Bij deze gelegenheden bracht hij meestal ook eigen improvisaties over Oekraïense liederen ten gehore.
Na het eindexamen VWO studeerde hij aan Faculteit voor Natuurwetenschappen van de Vasyl Karazin Nationale Universiteit Charkov. In 1860 vertrok de familie om financiële redenen naar Kiev en hij studeerde met een achterachterneef Mychajlo Starytsky aan de Nationale Universiteit Kiev-Mohyla Academie. Hij behaalde zijn diploma magna cum laude. Hij was lid van academische kringen en verenigingen, waar hij zijn etnografische werken presenteerde. Verder richtte hij koren op en dirigeerde hij verschillende muziekgezelschappen, maar organiseerde daarnaast ook concerten.
Van 1865 tot 1867, onmiddellijk na het behalen van zijn diploma, werkte hij in het stadje Tarasjtsja (oblast Kiev) als bemiddelaar. In deze periode verzamelde hij folklore, liederen en exemplaren van de lokale klederdracht en publiceerde daarover een boek.
Vanaf 1867 studeerde hij aan het conservatorium in Leipzig bij Carl Reinecke (piano, compositie en orkestratie), Ignaz Moscheles (piano), Ferdinand David (viool en orkestspel), Ernst Wenzel (piano), Ernst Friedrich Richter (muziektheorie, contrapunt, koormuziek en -leiding), Robert Benjamin Paperitts (muziektheorie, polyfonie en fuga). Hij ontwikkelde zich tot een goed pianist, organist en violist. Het muziekleven in Leipzig heeft een sterke indruk bij hem achterlaten en hij gebruikte al zijn vrije tijd om naar het operagebouw Gewandhaus of de Thomaskirche in Leipzig te gaan en naar concerten en uitvoeringen te luisteren. Hij wandelde ook door vele exposities in kunstgalerijen en musea.
Op 28 december 1867 gaf hij in Praag zelf een concert als pianist en voerde bij die gelegenheid vele Oekraïense liederen en eigen piano-arrangementen uit.
In de zomer van 1868 trouwde hij in Leipzig met de zangstudente Olga O'Connor.
Hoewel zijn studie eigenlijk vier jaar duurde, voltooide hij deze in twee jaar. In 1969 behaalde hij zijn diploma's. Tijdens deze periode schreef hij verschillende instrumentale werken.

### Kiev, Sint-Petersburg
In 1869 kwam hij naar Kiev terug en organiseerde vele concerten. Hij trad veel als pianist met eigen werk op, bijvoorbeeld op 1 februari 1870 in de concertzaal van het filharmonisch orkest van Kiev. Naast de Fantasie C-Dur op. 15 D 760 "Wanderer-Fantasie" van Robert Schumann komt zijn eigen Oekraïense suite, op. 2 en vele liederen met teksten van Oekraïense dichters tot uitvoering. Het concert was een groot succes en het volgden concerten in in andere Oekraïense steden zoals in Poltava, Tsjernihiv, Dnjepropetrovsk. Hij maakte grote concertreizen in de jaren 1892/1893, 1897, 1899 en 1902.
Vanaf 1874 verbeterde hij zijn vakbekwaamheid door studie van orkestratie in Sint-Petersburg bij Nikolaj Rimski-Korsakov.

### Oekraïens muziekleven
In 1878 werd hij docent voor piano aan het "Instituut voor nobele meisjes". Het volgen veranderingen in zijn persoonlijk leven; hij huwt een pianoleerling Olga Lipsky. Het is zijn tweede huwelijk. Met zijn tweede vrouw heeft hij zeven kinderen, van die twee kinderen op vroege leeftijd overleden. Alhoewel hij Olga O'Connor geen compositie opdroeg, worden 11 werken aan zijn vrouw Olga Lipsky opgedragen. In 1904 richtte hij een eigen muziek- en acteerschool in Kiev op. Hij beleefde het muziekleven in Kiev en heel Oekraïne met vele concerten en richtte ook verschillende koren op. Hij organiseerde ook vele caritatieve concerten bijvoorbeeld voor de 183 studenten van de universiteit Kiev, die zich samen met soldaten aan een demonstratie tegen de regering in 1901 deel namen. Hij werd lid in het pas nieuw opgerichte "Filharmonisch gezelschap voor zang en muziekliefhebbers", de "Kring van muziekliefhebbers en zang", de "Kring van muziekvrienden" en bracht zich in bij de organisatie voor de zondagsschool voor jonge boeren alsook bij de voorbereiding van het "Woordenboek van de Oekraïense taal".
Als Pianist gaf hij concerten in de filiaal van de Russische muziekgezelschap in Kiev, maar ook in het huis van de literatuur- en kunstenaarsfederatie. Samen met Alexander Koshetz (Oekraïens: Олекса́ндр Анто́нович Ко́шиць) richtte hij in 1905 de muzikale gezelschap "Boyan" op. De Oekraïnofiele oriëntering in zijn composities kreeg geen steun van de officiële keizerlijk Russische muziekfederatie, omdat zij (vanzelfsprekend) een Groot-Russische culturele présence ook in Oekraïne tot doel had. Lysenkos relatie met deze federatie vond zijn uiting daarin, dat hij nooit voor zijn werken de Russische taal gebruikte en ook geen toestemming gaf voor de vertaling van zijn werken in het Russisch.
Hij organiseert en cultiveert een informatienetwerk van patriottische Oekraïners en werd in 1908 voorzitter van de zogenaamde "Oekraïense Club (Українського Клубу)".
Als componist schreef hij werken voor naast alle genres, zoals werken voor orkest, harmonieorkest, muziektheater (opera en toneelmuziek), vocale muziek (cantates, koorwerken en liederen) en kamermuziek. Het schrijven en de verzameling van liederen hadden voor hem een centrale betekenis. Van de gedichtenverzameling "Kobzar" van Taras Shevchenko was hij erg gefascineerd, en hij toonzette 82 van deze teksten; in het totaal componeerde hij rond 120 liederen. Hij was initiatiefnemer van een bewuste nationale trend voor de Oekraïense muziek en het bracht hem de bijnaam "Vader van de Oekraïense muziek" in. Hij heeft een grote groep van Oekraïense componisten beïnvloed zoals Kyrylo Stetsenko, Mykola Leontovijtsj, Yakiv Stepovy, Alexander Koshetz, Stanyslav Liudkevijtsj, Lev Revutskij en Mykhailo Verijkivskij.
Tijdens de feestelijkheden van de 35e verjaardag van de componistenfederatie in Galicië werd hij met veel respect en enthousiasme gevierd. Voor de achtergrond van zijn functie in de ontwikkeling van de Oekraïense cultuur in het algemeen en als vertegenwoordiger van nationale cultuur in de muziek van de 19e eeuw in het bijzondere wordt hij vergeleken met componisten zoals Edvard Grieg, Bedřich Smetana of Michail Glinka. Het conservatorium van Lviv is naar hem vernoemd Mykola Lysenko Lviv State Academy of Music.
Lysenko stierf in november 1912 op 70-jarlige leeftijd. Hij ligt begraven op de Bajkove-begraafplaats.

## Composities

### Werken voor orkest
- 1869 Symfonie (onvoltooid)
- 1872 Symfonische fantasie (Oekraïense Kozakken Shomka)[1]
- 2e Rapsodie op een Nationaal thema "Dumka-Shoomka", voor viool en orkest, op. 18
- Valse brilliante[2]
- Valse "La Separation"[3]

### Werken voor harmonieorkest
- Kozatskiy mars, voor harmonieorkest
- Zaporozhian mars nr. 1, voor harmonieorkest

### Missen en andere kerkmuziek
- Davydiv psalom, voor gemengd koor - tekst: Taras Shevchenko
- Релігійні твори : для мішаного хору (Religieuze werken voor gemengd koor)
  1. Bozhe velikiǐ, ediniǐ - tekst: Oleksandr Konijskij[4]
  2. Bozhe velikiǐ, ediniǐ
  3. Diva dnec' presushchestvennogo raz︠h︡daet
  4. Kamo poǐdu ot lyt︠s︡i︠a︡ tvoego, gospodi
  5. Kheruvims'ka pisni︠a︡
  6. Khrestnim drevom
  7. Prechistai︠a︡ divo, mati rus'kogo krai︠u︡

### Muziektheater

#### Opera's
| Voltooid in | titel                                         | aktes       | première      | libretto                                                                  |
| ----------- | --------------------------------------------- | ----------- | ------------- | ------------------------------------------------------------------------- |
| 1866-1877   | Andrashiada                                   |             |               | Mijchajlo P. Staritsjkij, M. Dragomanov                                   |
| 1877-1882   | Rizdvjana nič (De nacht voor kerst)           | 4 bedrijven | 1883, Kiev    | Mijchajlo P. Staritsjkij naar Nikolaj Gogol                               |
| 1880-1891   | Taras Bul'ba                                  | 5 bedrijven | 1924, Charkov | Mijchajlo P. Staritsjkij naar Nikolaj Gogol                               |
| 1883        | Utoplena (De drenkelinge)                     | 3 bedrijven | 1885, Odessa  | Mijchajlo P. Staritsjkij naar Nikolaj Gogol "Majskaja noč' (De meinacht)" |
| 1888        | Koza-Dereza (De strijdende geit), kinderopera | 1 akte      | 1901, Kiev    | Dniprova Čajka, pseudoniem van: Ljudmila Vasijlevska                      |
| 1889        | Natalka Poltavka                              | 3 berijven  | 1889, Odessa  | Mijchajlo P. Staritsjkij naar Ivan Petrovitsj Kotlijarevs'kij             |
| 1891        | Pan Kockij (Heer Kockij), kinderopera         | 4 bedrijven | 1955, Charkov | Dniprova Čajka, pseudoniem van: Ljudmila Vasijlevska                      |
| 1892        | Zima i vesna (Winter en lente), kinderopera   | 2 bedrijven | 1956, Kiev    | Dniprova Čajka, pseudoniem van: Ljudmila Vasijlevska                      |
| 1912        | Noktjurn (Nocturne)                           | 1 akte      | 1914, Kiev    | Ljudmila Staritsjka-Černjachivska                                         |

#### Operette
| Voltooid in | titel                               | aktes       | première      | libretto                                                   |
| ----------- | ----------------------------------- | ----------- | ------------- | ---------------------------------------------------------- |
| 1872-1873   | Čornomorci (De Zwarte Zee Kozakken) | 3 bedrijven | 1883, Charkov | Myijhajlo P. Staritsjkij naar Jakiv Kucharenko             |
| 1910        | Eneïda                              | 3 bedrijven | 1910, Kiev    | Ljudmila Staritsjka-Černjachivska naar Ivan Kotlijarevskij |

#### Toneelmuziek
- 1886-1894 Sappho
- Hamlet - tekst: William Shakespeare

### Vocale muziek

#### Cantates
- 1878 Biut’ porohy (De stroomsnellingen van de Dnjepr), cantate voor solisten, gemengd koor en orkest - tekst: Taras Shevchenko[5]
- 1883 Raduisia nyvo nepolytaia, cantate
- 1895 Na vichnu pamiat’ Kotliarevs’komu (Voor de eeuwige herinnering aan Kotliarevskij), cantate - tekst: Taras Shevchenko
- Іван Гус (Johannes Hus), cantate[6]

#### Werken voor koor
- 1885 Gebed, voor gemengd koor
- 1911 Tot de 50e herdenkingsdag van Taras Shevchenko, voor gemengd koor
- Kamo poidu ot lytsia tvoiego, voor gemengd koor[7]
- Zbirka narodnykh pisenʹ : v khorovomu pozkladi, voor kinderkoor
- Zbyrnyk narodnikh ukraynsḱykh pisen, voor gemengd koor en piano

#### Liederen
- 1893 Rosly u kupocht︠s︡y, duet voor sopraan, tenor en piano - tekst: Taras Shevchenko
- 1893 Sont︠s︡e zakhodytʹ, trio voor 2 sopranen, tenor en piano - tekst: Taras Shevchenko
- Aïstry, voor zangstem en piano - tekst: Oleksandr Oles
- Bezmezhneye pole..., voor bas en piano - tekst: Ivan Franko
- Doli︠a︡, voor zangstem en piano - tekst: Taras Shevchenko
- Koly rozluchai︠u︡tʹ si︠a︡ dvoi︠e︡ , duet voor sopraan, alt (of: tenor, bas) en piano - tekst: Heinrich Heine
- Molodoshchi : zbirka tankiv ta vesni︠a︡nok, voor zangstem en piano
- Muzyka do Kobzari︠a︡., 32 liederen voor sopraan (of alt) en piano - tekst: Taras Shevchenko
- My zaspivaly, roziĭshlysʹ, duet voor sopraan, bas en piano - tekst: Taras Shevchenko
- Nashcho meni chorni brovi, voor zangstem en piano - tekst: Taras Shevchenko
- Na provesni, voor sopraan, alt en piano - tekst: Lesi︠a︡ Ukraïnka
- "Ogni horiat'", voor zangstem en piano - tekst: Taras Shevchenko
- Ой, одна я одна... (Oh, en ik ben alleen...), voor zangstem en harp
- Pisni ta romansy dli︠a︡ vycokoho holosu v suprovodi fortepiano, liederen voor zangstem en piano
- Романси на вірші Т. Шевченка / Romansy na virshi T. Shevchenka, voor zangstem en piano - tekst: Taras Shevchenko
- Sont︠s︡e zakhode, voor zangstem en piano - tekst: M. Voronoho
- Vier Liederen, voor zangstem en piano - tekst: O. Olesi︠a︡ 
  1. Na siriĭ skeli mak t︠s︡vite
  2. Porvalisii︠a︡ struny
  3. Try menty
  4. Try tosty
- Za sontsemʺ khmaronʹka plyve, voor sopraan, alt, tenor, bas en piano - tekst: Taras Shevchenko
- Zat︠s︡vyla vʹʹ dolyni chervona kalyna, duet voor sopraan, tenor en piano - tekst: Taras Shevchenko
- Зібрання творів - Zibranni︠a︡ tvoriv, kerstliederen voor zangstem en piano
- Ziĭshlysʹ pobralysʹ, duet voor sopraan, tenor en piano - tekst: Taras Shevchenko

### Kamermuziek
- 1872-1873 Fantazii︠a︡ na dve ukrainskie napodnye temy, voor dwarsfluit, viool, cello en piano, op. 21
- 1912 Elegie op de herdenkingsdag van Taras Shevchenko, voor viool en piano
- 2e Oekraïense rapsodie op een Nationaal thema Dumka-Shoomka, voor viool en piano, op. 18
- Bagatelle fugitive - Esquisse "Intermezzo", voor viool en piano
- Capriccio elegiaque, voor viool en piano, op. 32
- Elegie in a-mineur, voor viool en piano
- Listok iz alʹboma, voor fagot (of hoorn) en piano
- Romance in As-majeur, voor viool en piano
- Strijkkwartet in d-mineur
- Хвилина розчарування (minuut van frustratie), voor viool, altviool en piano

### Werken voor piano
- 1867-1869 Oekraïense suite, op. 2
- 1873 Barcarolle
- 1875 Concert Polonaise in As-majeur, op. 5
- 1875 Sonate
- 1e Rapsodie op een Nationaal thema "Gouden lente", op. 8
- Nocturne in B flat minor, Op. 9
- Lied zonder woorden, op. 10, nr.1
- Lied zonder woorden, op. 10, nr.2
- La reve "Mriya"(Of sweet honey) Op. 12
- Reverie (Visions of the past), Op. 13
- Mazurka, op. 14
- Melancholische wals, op. 17 nr. 1
- 1877 2e Rapsodie op een Nationaal thema "Dumka-Shoomka", op. 18[8]
- Nocturnein C sharp minor, Op. 19
- Khodytʹ harbuz po horodu, op. 22
- Romance in As-majeur, op. 27
- Gavot, op. 29
- При колисці (In de wieg), op. 33[9]
- Wals in d-mineur, op. 35
- Album of the summer of 1900, Op. 37: nr. 1 - nr. 2:Chant d'amour - nr.3: Serenade
- Album of the summer of 1901, Op. 39: nr. 1 - nr. 2 - nr.3: La tristesse (Elegie)
- Album of the summer of 1902, Op. 41: nr. 1: Langeur et l'attente - nr. 2 - nr. 3:Elegie (Lied zonder woorden)
- Angoise Op. posth.
- Chant triste op. posth.
- Esquisse in the Dorian mode, op. posth.
- Exprompt
- Heroïsch scherzo[10]
- Humoresque
- Schetsen in b-mineur
- Variations op het Oekraïense lied "Oj, zrada"
- Wals in e-mineur
- * Zaporozhian mars

## Publicaties
- Kharakterystyka muzychnykh osoblyvosteĭ ukraïnsʹkykh dum i pisenʹ u vykonanni kobzari︠a︡ Veresai︠a︡ (Karakteristiek en muzikale kenmerken van Oekraïense Dumas en liederen zoals uitgevoerd door Kobzar O. Veresai), 1874.
- Narodni muzychni instrumenty na Ukraïni (Volksmuziekinstrumenten in Oekraïne), 1894.